# فلاكوكيراسي (أركاديا)
فلاكوكيراسي (Βλαχοκερασέα) هي مدينة في أركاديا في مقاطعة كينتريكي إلادا في اليونان.
يبلغ عدد سكانها حوالي 725 نسمة.